# Micol Cavina
Pour les articles homonymes, voir Cavina.
Pas d'image ? Cliquez ici

a Compétitions nationales et continentales officielles uniquement.

b Matchs officiels uniquement.
Micol Cavina, née le 15 novembre 1999 à Gênes (Italie), est une joueuse internationale italienne de rugby à XV. Elle joue au poste de demi d'ouverture.

## Biographie
Née le 15 novembre 1999 de Stefano et Nkem Cavina, elle débute le rugby à XV avec le club de Cogoleto où elle joue avec sa sœur jumelle Giulia, troisième ligne du CUS Milano et internationale elle aussi (4 sélections). Elle a deux autres sœurs qui pratiquent également le rugby. Elle porte ensuite les couleurs de Villorba Rugby dès 2018.
Elle représente d'abord l'Italie en rugby à sept avec sa sœur au tournoi de Hong Kong, puis devient internationale à XV le 19 novembre 2017 à Biella contre la France (21-39).
En 2024, elle est sélectionnée par la franchise du Benetton Trévise pour affronter la sélection espagnole des Iberians Sitges ; puis elle est appelée au premier rassemblement de l'année de l'équipe nationale. Au mois de mai, elle remporte le Championnat d'Italie avec son club face au Valsugana Padoue. À la fin de la saison, elle signe à l'AC Bobigny 93.
En parallèle, elle est audioprothésiste.[réf. nécessaire]

## Palmarès
- Vainqueur du Championnat d'Italie en 2019 et 2024.